# Era de Ca n'Oriol
Era de Ca n'Oriol és una obra del municipi de Rubí (Vallès Occidental) protegida com a bé cultural d'interès local.

## Descripció
Es tracta d'una era que pertany a la masia de Ca n'Oriol que feu construir el fill de l'hereu, Pau Viver i Oriol, el 1848. L'era era pel cereal de les seves terres, i la seva capacitat era de quatre batudes alhora. És un recinte enrajolat amb cinc lloses amb paraules llatines, una a cada angle i la darrera al mig, amb la data d'inauguració i el nom del propietari.